# Kenny Monday
Kenneth Dale „Kenny“ Monday (* 25. listopadu 1961 Tulsa, USA) je bývalý americký zápasník, volnostylař.
Třikrát startoval na olympijských hrách, pokaždé ve velterové váze. V roce 1988 na hrách v Soulu vybojoval zlatou a v roce 1992 na hrách v Barceloně stříbrnou medaili. V roce 1996 na hrách v Atlantě vybojoval šesté místo.
V roce 1989 vybojoval zlato a v roce 1991 stříbro na mistrovství světa. V roce 1991 vybojoval zlato na Panamerických hrách.